# Morombuh
Morombuh is een bestuurslaag in het regentschap Bangkalan van de provincie Oost-Java, Indonesië. Morombuh telt 3986 inwoners (volkstelling 2010).